# Kuban'
Il Kubán' (in russo  Куба́нь?; in caraciai-balcaro Къобхан, Qobhan; in cabardo Псыжь, Psyžʾ; in abazino Къвбина, Qwbina; in nogai Кобан, Koban; in adighè Псыжъ, Psəẑ) è un fiume della Russia ciscaucasica (Karačaj-Circassia, Territorio di Stavropol' e di Krasnodar e Adighezia).

## Il fiume
Nasce dai contrafforti settentrionali del monte Elbrus dall'unione dei due rami sorgentiferi Ullukam e Ukčulan, dirigendosi dapprima verso nord ed entrando nella vasta area pianeggiante alla quale ha dato il nome (bassopiano del Kuban'); alcuni chilometri a valle della città di Armavir piega decisamente verso ovest dirigendosi verso il mar d'Azov, (golfo di Temrjuk), nei pressi della cittadina di Temrjuk, dopo 870 km di corso (considerando il braccio sorgentifero più lungo, l'Ullukam, tale valore sale a 906). Il Kuban' forma un delta che copre circa 4.300 km² di superficie; oltre al ramo principale, un importante braccio deltizio è il Protoka.
I principali affluenti del fiume confluiscono dalla sinistra idrografica: i maggiori sono Malyj Zelenčuk (Piccolo Zelenčuk) e Bol'šoj Zelenčuk (Grande Zelenčuk), Urup, Laba, Belaja, Psecups e Pšiš. Le principali città toccate nel suo corso sono (in ordine dall'alto corso alla foce) Čerkessk, Nevinnomyssk, Armavir, Kropotkin, Ust'-Labinsk, Krasnodar e Slavjansk-na-Kubani, che sorge però in realtà sul Protoka. Il Kuban' è stato sbarrato in più punti del suo corso per scopi irrigui e idroelettrici; queste dighe hanno originato i bacini artificiali di Krasnodar, Tščik, Šapsug; è inoltre navigabile da Krasnodar alla foce.